# Réseau isofréquence

Modèle réseau isofréquence
1) réseau multi-fréquence
2) réseau isofréquence

 Un réseau isofréquence est un réseau constitué d'émetteurs radio opérant sur une fréquence unique dans une région déterminée. Il peut typiquement s'agir d'émetteurs de radio ou de télévision numérique.

Ce type de réseau permet de couvrir une région qui était précédemment desservie par un réseau d'émetteurs et de réémetteurs occupant plusieurs canaux et fréquences au moyen d'un seul canal ou fréquence ; ce qui libère une portion du spectre hertzien permettant la diffusion de programmes supplémentaires ou de services de télécommunication. À cet effet, la fréquence d'émission est rigoureusement synchronisée sur les différents sites d'émission par la réception d'une fréquence de référence donnée par satellite GPS.
Si le mode numérique est le plus adapté pour la transmission par ce type de réseau, ce dernier peut aussi convoyer des signaux analogiques, comme ceux des bandes radio AM ou FM. En analogique, la télédiffusion d'une chaîne est plus délicate, la largeur de bande exploitée pour chaque canal, peut engendrer un phénomène d'atténuation et de brouillage du signal (fading) ainsi que des interférences plus ou moins pénalisantes, ce qui entraîne parfois un signal très dégradé.
Sur un plan international, les réseaux isofréquence doivent faire l'objet d'accord spécifiques, notamment pour traiter l'agencement spectral des zones frontalières.
Pour la diffusion de radio numérique terrestre (DAB+), la technologie isofréquence est utilisée sous la terminologie "SFN" pour "Single Frequency Network". Chaque émetteur peut s'identifier dans le réseau grâce aux données TII qu'il transmet.